# Lonchodiodes trollius
Lonchodiodes trollius är en insektsart som först beskrevs av John Obadiah Westwood 1859.  Lonchodiodes trollius ingår i släktet Lonchodiodes och familjen Phasmatidae. Inga underarter finns listade i Catalogue of Life.